# Maurice de Vlaminck

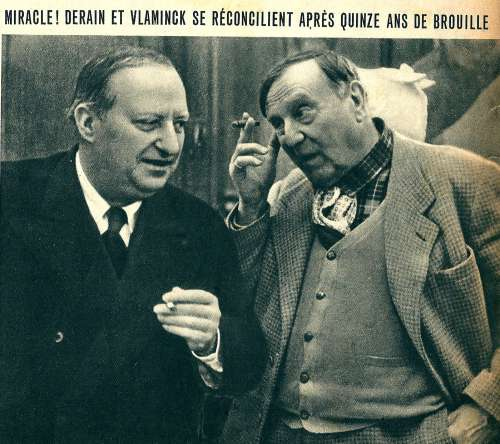
Zleva: Derain a Vlaminck v roce 1942

Maurice de Vlaminck (4. dubna 1876 v Paříži – 11. října 1958 v Rueil-la-Gadelière) byl francouzský malíř období fauvismu a kubismu. Byl též sochařem a spisovatelem, napsal 26 děl – románů, esejí a básní.

## Biografie
Byl synem houslisty a klavíristky a své dětství strávil v Le Vésinet. Jeho první malby vznikly kolem roku 1893, ale zpočátku si vydělával na živobytí jako houslista a někdy jako cyklistický závodník. V roce 1896 se oženil se Suzanne Berly, s níž měl tři dcery. Vlaminck byl samouk, který rovněž odmítal učení kopírováním v muzeích, aby nedošlo k oslabení nebo ztráty jeho vlastní inspirace.
V roce 1900 se seznámil s malířem André Derainem, který zůstal jeho přítelem po celý život, a společně si pronajali ateliér v Chatou poblíž Paříže. Období 1900–1905 bylo pro malíře finančně složité, musel živit rodinu, byl nucen seškrabávat starší malby, aby získal nová plátna k malbě. V letech 1902 až 1903 rovněž vydal dva romány, bezmála pornografické, napsané pod vlivem dekadentní estetiky, jež ilustroval André Derain.
V roce 1905 se přestěhoval do Rueil-Malmaison poblíž Paříže. V témže roce se podílel na prvním Salonu nezávislých. Vlaminck byl jeden z malířů, kteří se podíleli na skandálu na Podzimním salonu roku 1905 s názvem La cage aux fauves (Jeskyně zvířat) spolu s Henri Matissem, André Derainem, Raoulem Dufym aj. Obchodník s uměním Ambroise Vollard se začal zajímat o jeho dílo a v následujícím roce koupil mnoho obrazů a v roce 1908 mu uspořádal výstavu. Vlaminck také navázal styky s Danielem Henrym Kahnweilerem, dalším slavným obchodníkem s uměním. V průběhu následujících let měl několik mezinárodních výstav.
Protože měl Vlaminck tři dcery, nebyl během první světové války poslán na frontu, ale byl přidělen do továrny poblíž Paříže. Na konci války se rozvedl a znovu oženil s Berthe Combes, se kterou měl dvě dcery. V roce 1925 se usadil v Rueil-la-Gadelière, kde žil až do své smrti.
Vlaminck byl jedním z prvních sběratelů afrického umění. Se sbíráním začal po roce 1900. Jeho průkopnickou úlohu uznal Guillaume Apollinaire v roce 1912.